# بيت إيل (الكتاب المقدس)

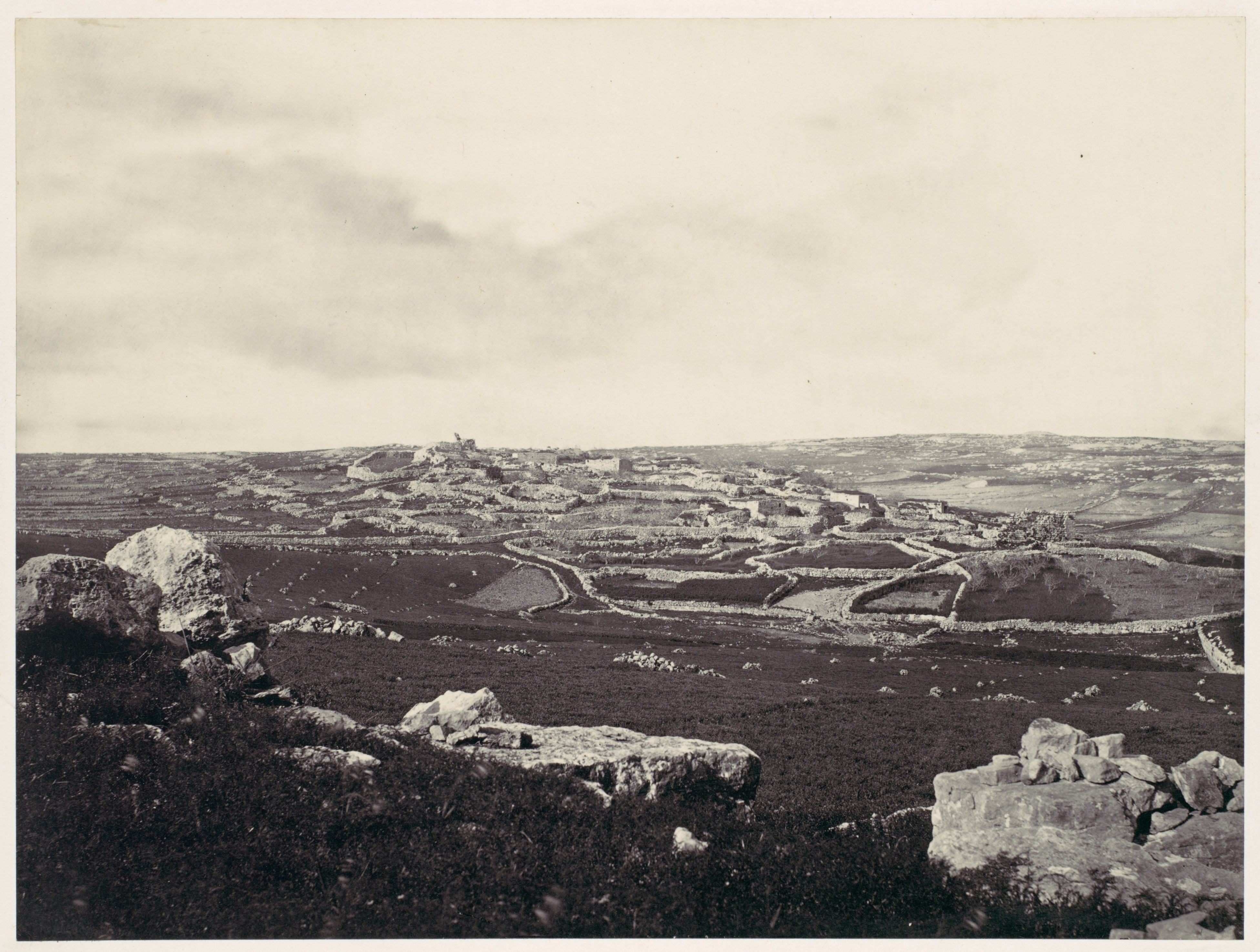
أطلال بيتين ، المعروفة عادة باسم بيت إيل، خلال القرن التاسع عشر

بيت إيل كانت مدينة قديمة لبني إسرائيل ومساحة مقدسة ذكره الكتاب المقدس العبري عدة مرات.